# Unión de Centro Democrático
De Unión de Centro Democrático (UCD) (Unie van het Democratische Centrum, of Democratische CentrumUnie) was een electorale alliantie, en later politieke partij, in Spanje, bestaande van 1977 tot 1983. De partij werd initieel geleid door Adolfo Suárez.

## Geschiedenis
De alliantie, in feite een federatie van partijen, werd gevormd op 3 mei 1977, tijdens de overgang naar democratie van de dictatuur van Francisco Franco, met de betrokkenheid van leiders van een verscheidenheid aan nieuw gevormde centristische en rechtse fracties, onder leiding van Suárez, toen premier. De signatuur van de belangrijkste participerende partijen van de UCD definieerden zichzelf als christendemocraten, liberalen, sociaaldemocraten of "onafhankelijken", waarbij de laatste vaak conservatieve elementen bestonden die deel uitmaakten van het Franco-regime.
De partijen die toetraden tot de UCD-coalitie waren:
- Christendemocraten:
  - Partido Demócrata Cristiano (PDC) van Fernando Álvarez de Miranda en Íñigo Cavero.
- Sociaaldemocraten:
  - Federación Social Demócrata (FSD) van José Ramón Lasuén Sancho, bestond uit tien regionale partijen.
  - Partido Social Demócrata (PSD) van Francisco Fernández Ordóñez en Rafael Arias-Salgado, bestond uit zes regionale partijen.
  - Partido Socialdemócrata Independiente (PSI) van Gonzalo Casado.
  - Unión Social Demócrata Española (USDE) van Eurico de la Peña.
- Governmentalisten:
  - Partido Popular (PP) van Pío Cabanillas, Emilio Attard en José Pedro Pérez Llorca. Het bestond uit zeven regionale partijen.
- Liberalen:
  - Federación de Partidos Demócratas y Liberales (FPDL) van Joaquín Garrigues Walker en Antonio Fontán, een alliantie van negen regionale partijen.
  - Partido Demócrata Popular (PDP) van Ignacio Camuñas Solís.
  - Partido Liberal (PL) van Enrique Larroque.
  - Partido Progresista Liberal (PPL) van Juan García Madariaga.
- Regionale partijen:
  - Acción Regional Extremeña (AREX) van Enrique Sánchez de León.
  - Partido Gallego Independiente (PGI) van José Luis Meilán.
  - Partido Social Liberal Andaluz (PSLA) van Manuel Clavero.
  - Unión Canaria (UC) van Lorenzo Olarte.
  - Unión Democrática Murciana (UDM) van Antonio Pérez Crespo.
- Later werd ook de sociaaldemocratische Federación Social Independiente (FSI) van Jesús Sancho Rof aan de coalitie toegevoegd.

Enkele maanden later gingen al deze partijen een fusie aan en op 4 augustus 1977 vormde UCD zich als partij. Alle voormalige partijen engageerden zich voor het einde van 1977 zelf te ontbinden, met uitzondering van de Federación Social Demócrata (FSD) die zich uit de UCD terugtrok.
De UCD regeerde Spanje tot december 1982. Bij de verkiezingen van 15 juni 1977 behaalde de partij 34,4% van de stemmen en 166 zetels van de 350 in het Congres van Afgevaardigden. De partij regeerde als een minderheid met de regering-Suárez II en werkte in deze constitutieve legislatuur samen met alle grote partijen in het Congres, waaronder de rechtse Volksalliantie (AP) en de linkse partijen, de Spaanse Socialistische Arbeiderspartij (PSOE) en communisten (PCE). Suárez werd na de Franco-periode de eerste democratisch gekozen premier van Spanje. De UCD speelde een belangrijke rol bij het schrijven van de nieuwe grondwet, omdat drie van de zeven leden van de constitutionele redactiecommissie, die na die verkiezingen werd opgericht, uit de partij kwamen. In maart 1979 won de UCD opnieuw de algemene verkiezingen, maar kon terug geen meerderheid behalen, met 34,8% van de stemmen en 168 afgevaardigden. 

### Ondergang
De ondergang van de UCD begon toen in 1979 de Socialistische Partij haar visie matigde door de verwijzingen naar het marxisme uit haar programma te laten vallen. Tegelijkertijd richtte de rechtse Volksalliantie zich steeds meer op het politieke centrum en kon, door een generatiewissel te ondergaan, haar franquistische imago overwinnen. Zo kromp de ruimte voor de centristische UCD. Desondanks kon de UCD in 1979 terug een minderheidskabinet vormen, de regering-Suárez III, voor een tweede termijn, met een lichte toename van het stemmenaandeel.

### Interne verdeeldheid
De fundamentele reden voor het verdwijnen van de partij was een intern conflict tussen de verschillende fracties, wat leidde tot het aftreden van Suárez als premier in januari 1981. Suárez werd vervangen door Leopoldo Calvo-Sotelo voor de rest van de termijn van de Cortes en de regering-Calvo-Sotelo maakte een doorstart. Velen geloven dat de enige factor die de partij tot dan bij elkaar had gehouden het schrijven van de grondwet was. Met dat werk werd de partij evenwel steeds impopulairder door de groei van de werkloosheid, de inflatie en de algemene economische crisis die het land trof.

### Splitsingen en overlopers 1980-1982
In de loop van de legislatuur van 1979-1982 leed de partij aan een aantal ernstige afsplitsingen en overlopers. Op 7 maart 1980 nam Joaquim Molins ontslag uit de UCD-groep en sloot zich later aan bij de Catalaanse Nationalistische Convergència i Unió. Op 25 april 1980 nam Manuel Clavero ontslag uit de partij in geschillen over het autonomiestatuut voor Andalusië. Twee maanden later nam José García Pérez ontslag vanwege dezelfde kwestie. García werd op 1 september 1981 lid van de socialistische Partido Andalucista.
Op 10 november 1981 nam Manuel Díaz-Piniés ontslag uit de partij en op 1 februari 1982 trad hij samen met drie andere afgevaardigden Miguel Herrero de Miñón, Ricardo de la Cierva en Francisco Soler Valero toe tot de Alianza Popular (AP). De eerste van een aantal afgescheiden partijen ontstond drie dagen later op 4 februari 1982 toen 10 UCD-afgevaardigden van de linkerkant van de partij - Francisco Fernández Ordóñez, Antonio Alfonso Quirós, Luis Berenguer, Carmela García Moreno, Ciriaco Díaz Porras, Luis González Seara, Eduardo Moreno, Javier Moscoso, María Dolores Pelayo en Carmen Solano - de Partido de Acción Democrática (PAD) vormden. Deze groep stond als kandidaat op de PSOE-lijsten bij de verkiezingen van 1982 en fuseerde in januari 1983 met de PSOE.
In de zomer van 1982 versplinterde de partij verder. Twee afgevaardigden Modesto Fraile en Carlos Gila verlieten de partij en in augustus vormden ze samen met 11 andere UCD-afgevaardigden (Óscar Alzaga, Mariano Alierta, Joaquín Galant, Julen Guimon, María Josefa Lafuente, José Luis Moreno, Francisco Olivencia, José Manuel Otero, José Pin Arboledas, José Luis Ruiz Navarro en Luis Vega) de Partido Demócrata Popular (PDP). Deze partij verbond zich voor de verkiezingen van 1982 aan de AP.
Ook in augustus vormden 16 afgevaardigden, onder leiding van de voormalige oprichter, leider en premier Adolfo Suarez, het Centro Democrático y Social (CDS). Onder de stichtende leden waren afgevaardigden zoals Agustín Rodríguez Sahagún, Jaume Barnola, León Buil, Rafael Calvo Ortega, José María Mesa, Josep Pujadas, José Javier Rodríguez Alcaide en Manuel de Sàrraga en Alejandro Rebollo Álvarez-Amandi. De CDS vocht bij de verkiezingen van 1982 in directe concurrentie met de UCD.
Hoewel de UCD gezelschap had gekregen van José María de Areilza en Antoni de Senillosa, die waren overgelopen van de AP, was de UCD-partijgroep nu teruggebracht tot 124 afgevaardigden - 52 tekort voor een meerderheid. De PSOE telde op dat moment 118 afgevaardigden en kon ook rekenen op de steun van de 10 afgevaardigden van de PAD en de 21 leden van de Communistische Partij. In het licht van deze nieuwe situatie in het parlement heeft Calvo Sotelo nieuwe verkiezingen uitgeschreven.

### Verkiezingen en ontbinding 1982
Na de poging tot staatsgreep van 1981 wonnen de socialisten overtuigend de algemene verkiezingen van 1982. De UCD, die Landelino Lavilla Alsina presenteerde als haar kandidaat voor het premierschap, werd bijna weggevaagd, met slechts 6,7% van de stemmen en 11 zetels, en verloor meer dan 100 van hun zittende afgevaardigden - een van de ergste nederlagen ooit geleden door een West-Europese regeringspartij. De CDS deed het ook slecht, met slechts twee van de zestien zittende afgevaardigden die zetels wonnen.
Het grootste deel van het electoraat van de UCD werd aanhangers van de AP-PDP-alliantie, die later de Partido Popular werd, tegenwoordig de belangrijkste conservatieve partij van Spanje. De AP-PDP verdrong de UCD als het belangrijkste alternatief voor de PSOE.
Veel ex-ministers en leiders van de UCD sloten zich ook aan bij de AP-gelederen. Vervolgens werd de UCD op 18 februari 1983 ontbonden.

## Electorale resultaten

### Cortes Generales
| Cortes Generales |                            |                            |                            |                            |                            |           |        |                   |                               |
| Verkiezing       | Congres van Afgevaardigden | Congres van Afgevaardigden | Congres van Afgevaardigden | Congres van Afgevaardigden | Congres van Afgevaardigden | Senaat    | Senaat | Lijsttrekker      | Beleidspositie in legislatuur |
| Verkiezing       | Stemmen                    | %                          | #                          | Zetels                     | +/–                        | Zetels    | +/–    | Lijsttrekker      | Beleidspositie in legislatuur |
| 1977             | 6.310.391                  | 34,44%                     | 1ste                       | 165 / 350                  | —                          | 106 / 207 | —      | Adolfo Suárez     | Minderheidsregering           |
| 1979             | 6.268.593                  | 34,84%                     | 1ste                       | 168 / 350                  | 3                          | 118 / 208 | 12     | Adolfo Suárez     | Minderheidsregering           |
| 1982             | 1.425.093                  | 6,77%                      | 3de                        | 12 / 350                   | 156                        | 4 / 208   | 114    | Landelino Lavilla | Oppositie                     |

### Regionale parlementen
| Region     | Verkiezing | Stemmen                                         | %                                               | #                                               | Zetels   | Beleidspositie in legislatuur |
| ---------- | ---------- | ----------------------------------------------- | ----------------------------------------------- | ----------------------------------------------- | -------- | ----------------------------- |
| Andalusië  | 1982       | 371.154                                         | 13,03%                                          | 3de                                             | 15 / 109 | Oppositie                     |
| Baskenland | 1980       | 78.095                                          | 8,49%                                           | 5de                                             | 6 / 60   | Oppositie                     |
| Catalonië  | 1980       | als deel van de Centristas de Cataluña (CC–UCD) | als deel van de Centristas de Cataluña (CC–UCD) | als deel van de Centristas de Cataluña (CC–UCD) | 18 / 135 | Gedoogsteun                   |
| Galicië    | 1981       | 274.191                                         | 27,80%                                          | 2de                                             | 24 / 71  | Gedoogsteun                   |
| Navarra    | 1979       | 68.040                                          | 26,69%                                          | 1ste                                            | 20 / 70  | Proportionele vaste coalitie  |

## Voorzitters
| Naam                      | Afbeelding    | Congres          | Ambtstermijn     | Ambtstermijn | Notities |
| Naam                      | Afbeelding    | Congres          | Aanvang          | Einde | Notities |
| ------------------------- | ------------- | ---------------- | ---------------- | --- | --- |
| Adolfo Suárez             |               | Congres I        | 21 oktober 1978  | 9 februaru de 1981 | Na het verlaten van de functie van voorzitter van UCD werd hij verkozen tot erevoorzitter van de partij, een functie die hij bekleedde tot zijn stopzetting ervan op 28 juli 1982. |
| Agustín Rodríguez Sahagún |               | Congres II       | 9 februari 1981  | 13 november 1981 | |
| Leopoldo Calvo-Sotelo     |               | –                | 21 november 1981 | 13 juni 1982 | Gekozen tot voorzitter door de Politieke Raad van UCD |
| Landelino Lavilla         |               | –                | 13 juni 1982     | 12 december 1982 | Gekozen tot voorzitter door de Politieke Raad van UCD |
| Landelino Lavilla         | niet herkozen | 12 december 1982 | 18 februari 1983 | Hij legde zijn functie neer op 18 februari 1983, zonder dat iemand hem opvolgde, dus de Politieke Raad van UCD verordonneerde diezelfde dag de ontbinding van de partij. | |